# Крушин, Олег Викторович
Оле́г Ви́кторович Кру́шин (3 октября 1966, Иваново, РСФСР, СССР — 24 августа 1992, Волгоград, Россия) — советский и российский футболист. Кандидат в мастера спорта СССР.

## Карьера
Воспитанник ивановского футбола. С 1983 по 1988 годы выступал за ивановский «Текстильщик», в составе которого в 1986 году выиграл Кубок РСФСР, а в 1987 году стал бронзовым призёром Чемпионата РСФСР. Входил в юношескую сборную СССР, с которой становился вице-чемпионом первенства Европы и победителем международного турнира «Дружба»-1984. Затем перебрался в «Ротор». В нём Крушин дебютировал в высшей лиге чемпионата СССР. Забив в ворота «Памира», открыл счёт мячам «Ротора» в высшей лиге. В 1992 году принял участие в первом чемпионате России.

## Гибель
24 августа 1992 года Крушин возвращался с базы на собственном автомобиле, столкнулся с КАМАЗом и погиб в ДТП. Слова партнёра Крушина по команде Александра Царенко:
Ехал с базы клуба, на главную дорогу влево свернуть намеревался. А там по встречной полосе «КамАЗ» с мигающим правым поворотником. Олег, поверив этому сигналу, стал выруливать на ту злополучную трассу, а самосвал, не гася скорости, вдруг помчался по прямой — видимо, его водитель просто забыл выключить поворотник. Страшный удар мгновенно превратил автомобиль Крушина в груду искорёженного металла…
Похоронен на кладбище Балино в Иванове.

## Память
В Иванове проводится ежегодный турнир среди ветеранов по мини-футболу памяти Олега Крушина.